# 김석신
김석신(金碩臣, 1758년 ~ ?)은 조선 시대의 화가이다. 자는 군익(君翼), 호는 초원(蕉園)이다. 김득신의 동생으로 도화서 화원이었으며, 신윤복풍의 풍속화를 잘 그렸다.

## 가족관계
- 형: 김득신(金得臣, 1754년 ~ 1822년)

## 주요 작품
- 〈도봉첩〉
- 〈한강 풍경〉